# Hoge der A
Hoge der A en Lage der A zijn de benamingen van de straten in Groningen langs beide zijden van de A tussen de Brugstraat en de Visserstraat. De beide straten worden met elkaar verbonden door de Visserbrug in het noorden en de Abrug in het zuiden.
De Hoge en Lage der A vormen door hun vele historische panden en de er gelegen bruine vloot een van de meest schilderachtige plekken van de stad. Jaarlijks worden er verschillende evenementen georganiseerd, waarvan Winterwelvaart een van de bekendste is.

## Naam
Hoge duidt op de hoge kade langs de A aan de oostzijde. De lage kade is gelegen aan de westelijke oever. Het hoogteverschil zou te verklaren zijn doordat vanwege de Hondsrug het maaiveld aan de oostzijde van de A hoger was dan aan de westzijde.
Gezegd wordt dat de hoge kade werd gebruikt voor het lossen van schepen bij hoogwater en de lage bij laagwater. Tot 1877 was de invloed van de zee merkbaar in de stad. Na de afdamming van het Reitdiep door de Provinciale dijk zijn deze invloeden verdwenen. 
De Hoge der A werd vroeger ook wel ten noorden bij de A genoemd ter onderscheiding van de Katrijp (huidige Kleine der A) ten zuiden van de (binnenste) Apoort.
Omtrent het gebruik van het lidwoord, de of het Hoge der A, bestaat onduidelijkheid. De meeste stadjers gebruiken het, terwijl de gemeente een voorkeur lijkt te hebben voor de.

## Geschiedenis
De Drentsche Aa, in de stad kortweg A genoemd, vormde oorspronkelijk de westelijke begrenzing van de stad Groningen. Vondsten wijzen erop dat dit deel reeds bewoond werd in de 8e of 9e eeuw. Dit deel van Groningen was van oudsher gericht op de handel. De Hoge der A was de eerste haven in de stad, gelegen aan de oude stadskern. Langs deze kade bevond zich vermoedelijk dan in de middeleeuwen ook geen stadswal of stadsmuur. Wel worden er in de 15e eeuw een aantal torens genoemd. In de 12e eeuw werd de Abrug over de A gelegd. Vanaf de 13e eeuw verrezen er een aantal steenhuizen van gegoede burgers en werd ook de Apoort gebouwd bij de aanleg van de stadsmuur rond 1260. In de 14e eeuw werd ten westen van de A het Menrediep aangelegd, waardoor een dubbele kade ontstond. In de 15e eeuw werd de A met de Bourgondische uitleg binnen de rondelen en daarmee binnen de stad getrokken. Aan noordzijde werd in die tijd de Kranepoort gebouwd, later gevolgd door de Kranepijp. De Apoort werd in de loop der tijd driemaal verplaatst naar buiten. Het Menrediep raakte in de tweede helft van de 16e eeuw overbodig en werd vervolgens gedempt. 
Bij de grote uitleg en aanleg van de vestingwerken begin 17e eeuw ontstond aan westzijde van de A een nieuwe rij bebouwing, die de naam Lage der A kreeg. De A werd bij de uitleg aan noordzijde aanvankelijk afgesloten met de nieuwe Kranepoortenpijpen. Omdat het schip van de Kamer van de WIC in Groningen hier echter niet goed doorheen paste, werden deze al in 1633 weer geslecht. In 1636 werden hier de Kleine Spilsluizen aangelegd. Met het slechten van de vestingwerken en de aanleg van de Provinciale dijk vanaf 1874 werden de poorten en sluizen verwijderd.

## Fotogalerij

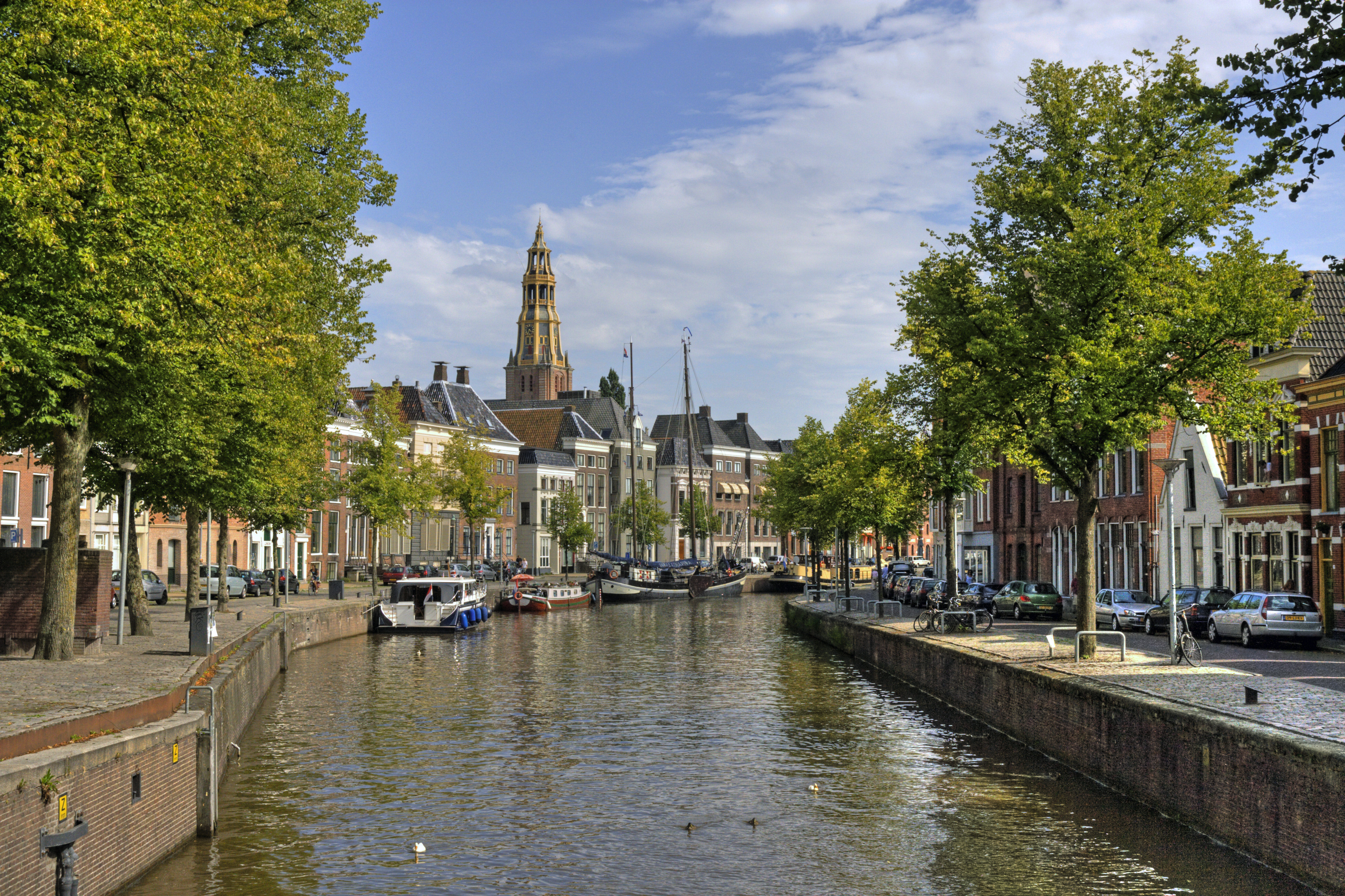
Hoge en Lage der A gezien vanaf de Vissersbrug
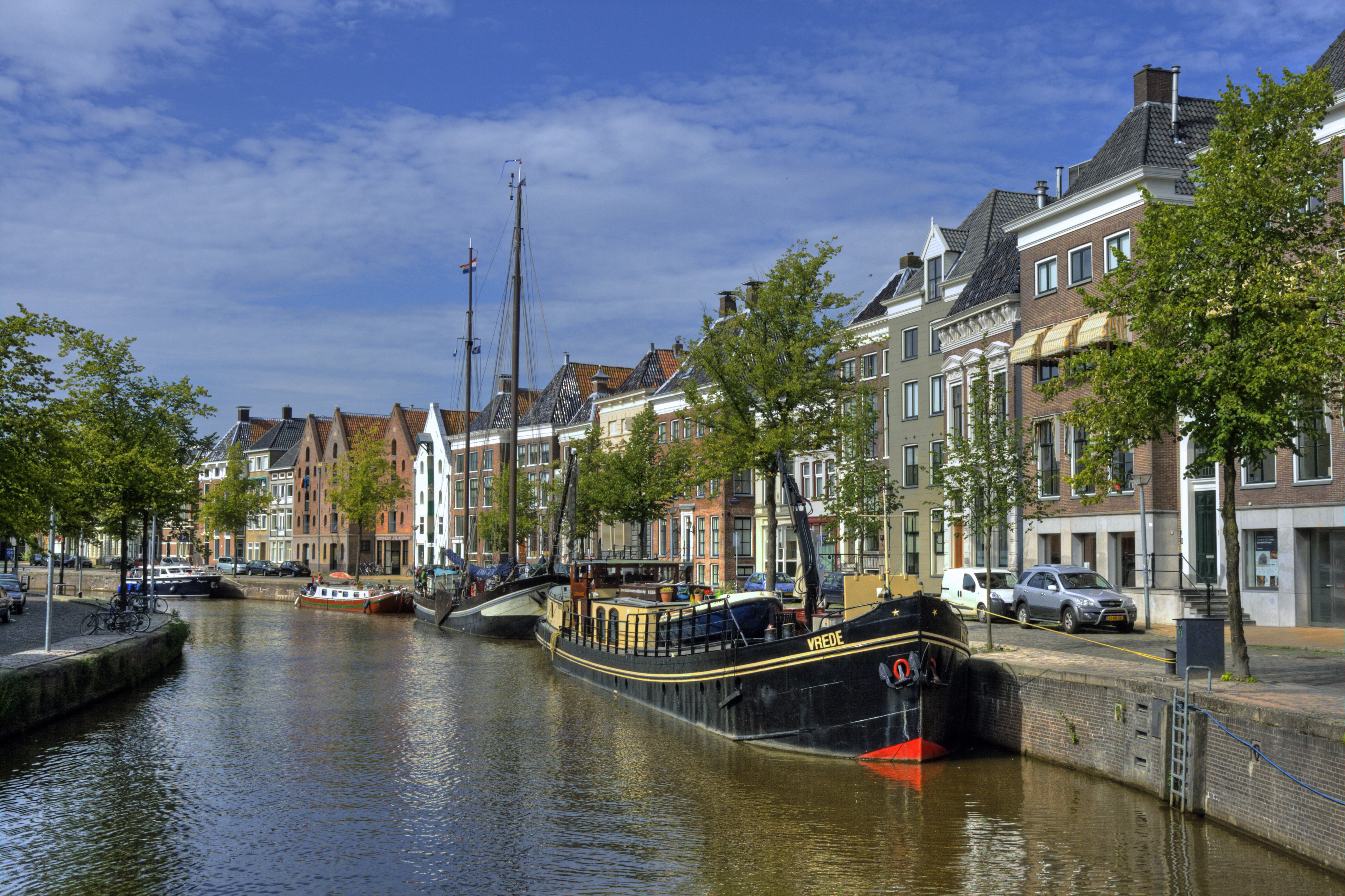
Hoge der A gezien vanaf de A-brug (2009)
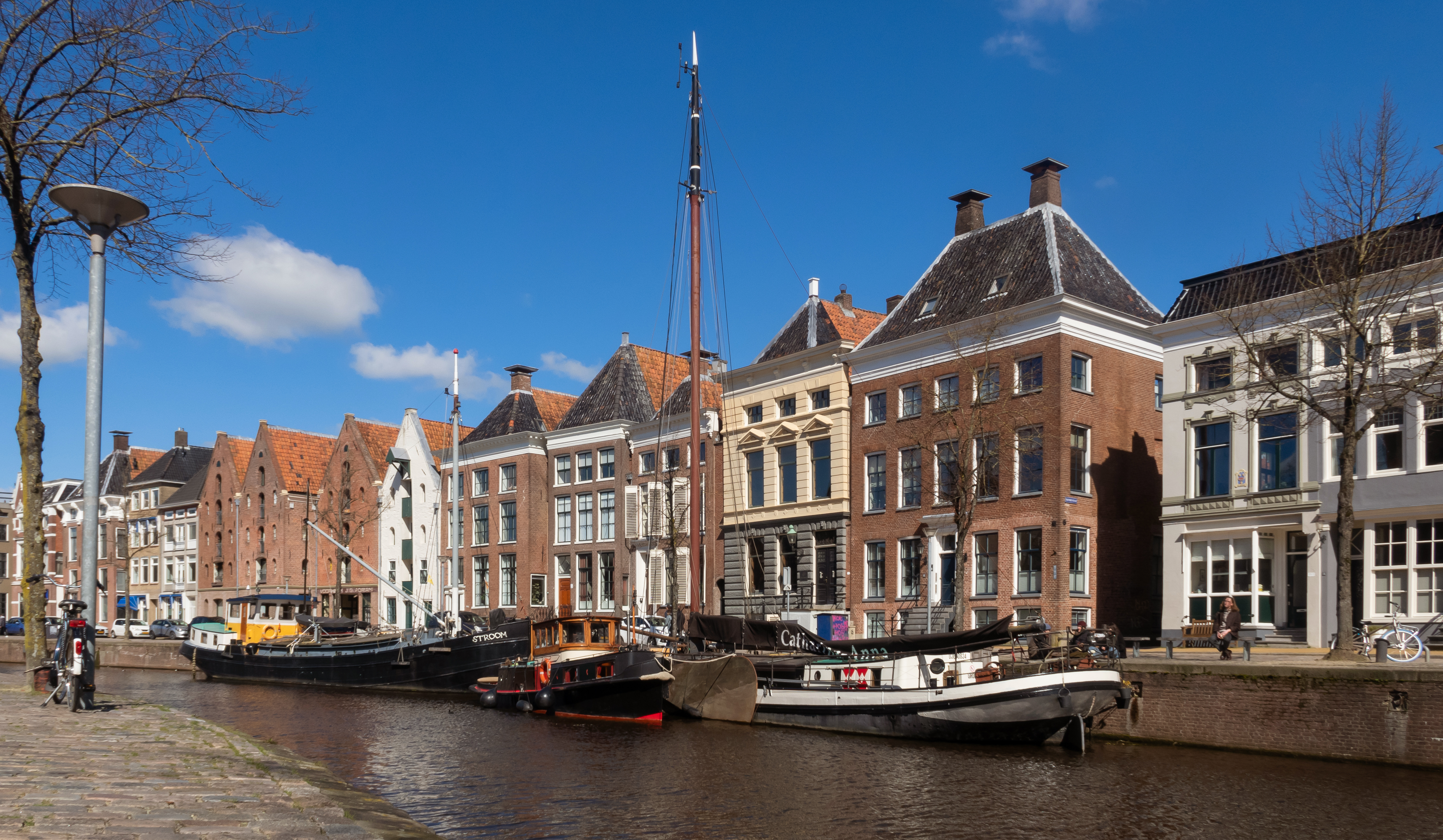
Hoge der A vanaf de kant (2023)
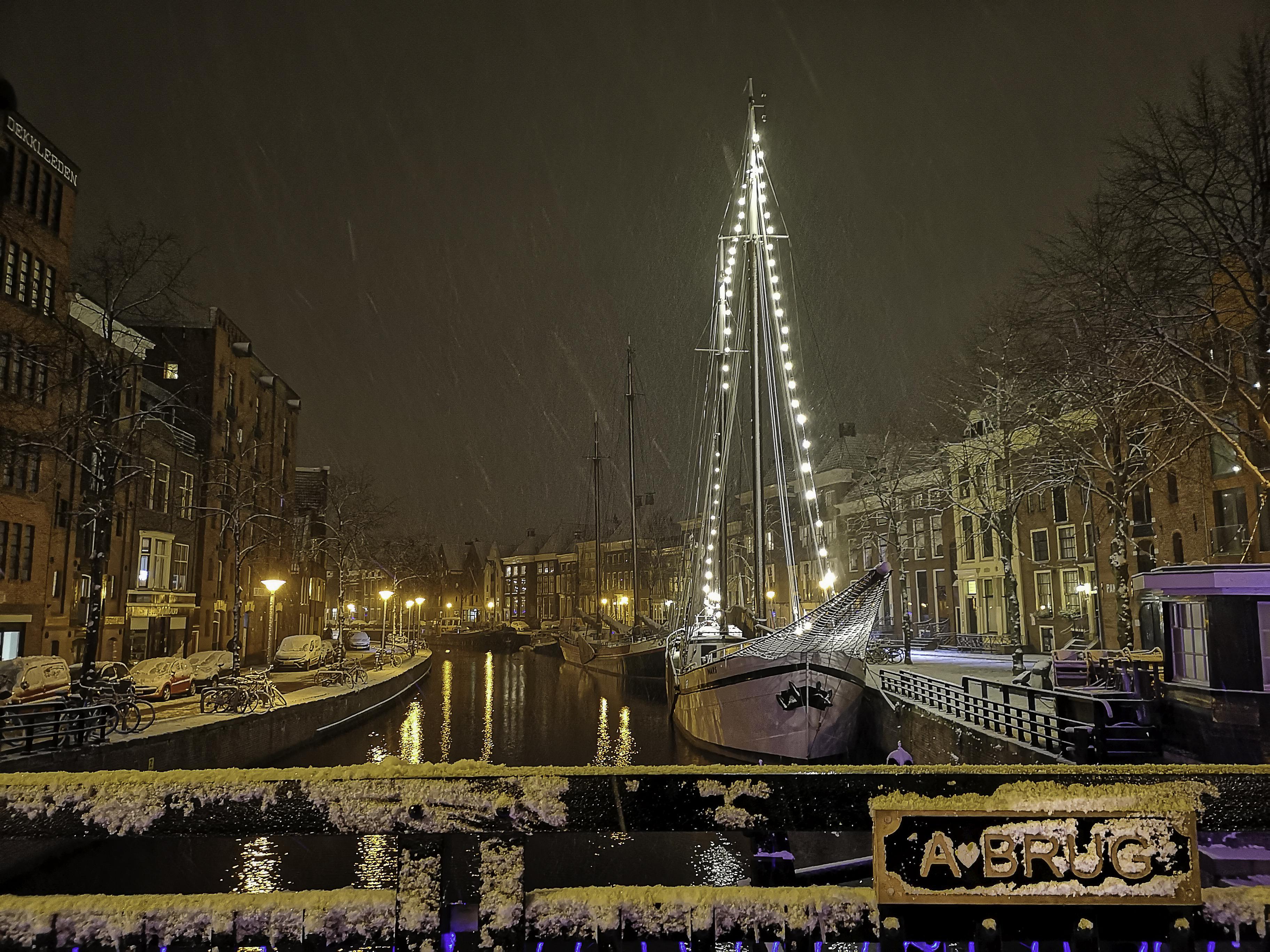
Hoge en Lage der A bij sneeuwval gezien vanaf de Abrug
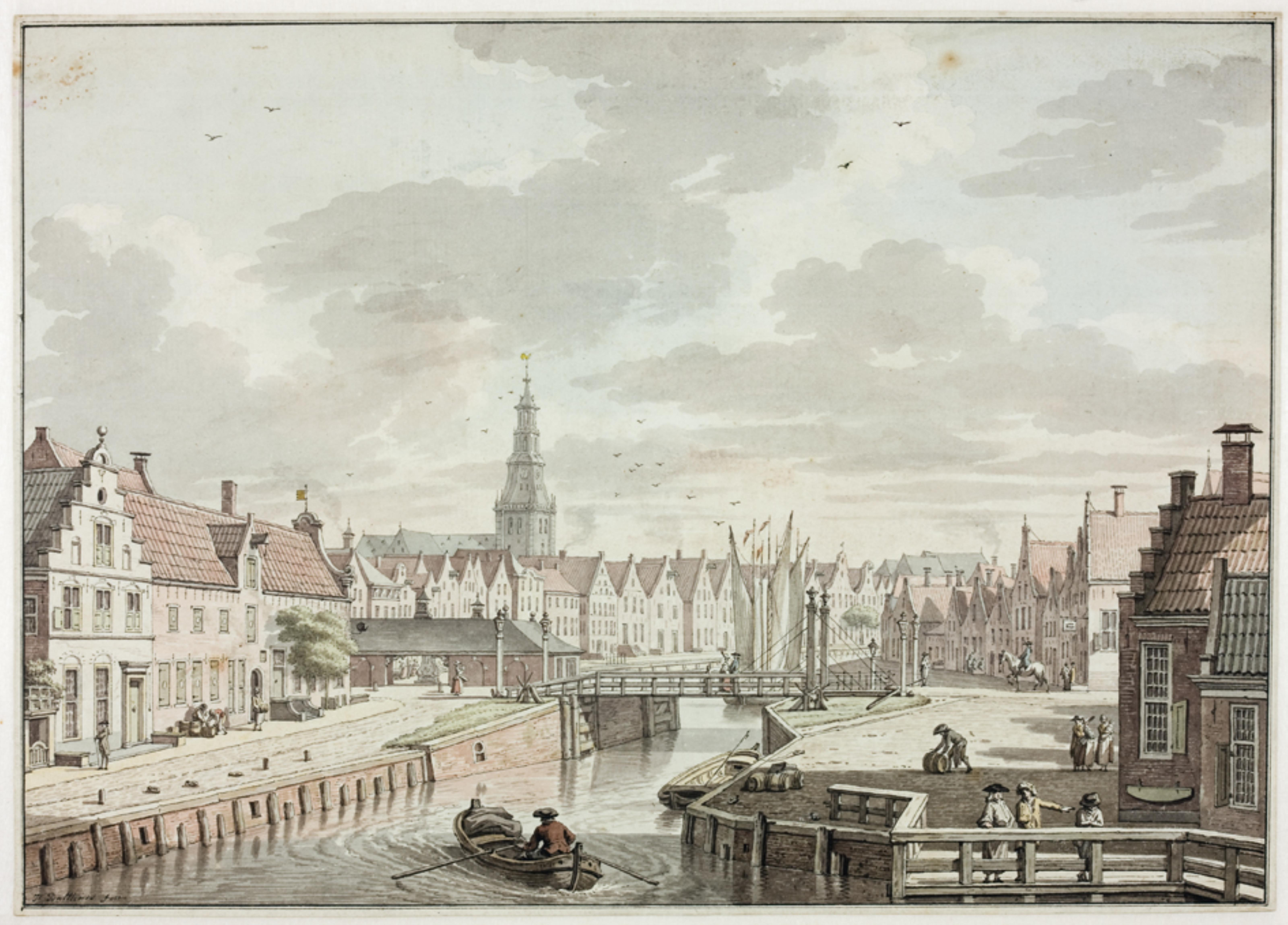
Hoge der A met de visbanken. Aquarel van Jan Bulthuis uit 1773.
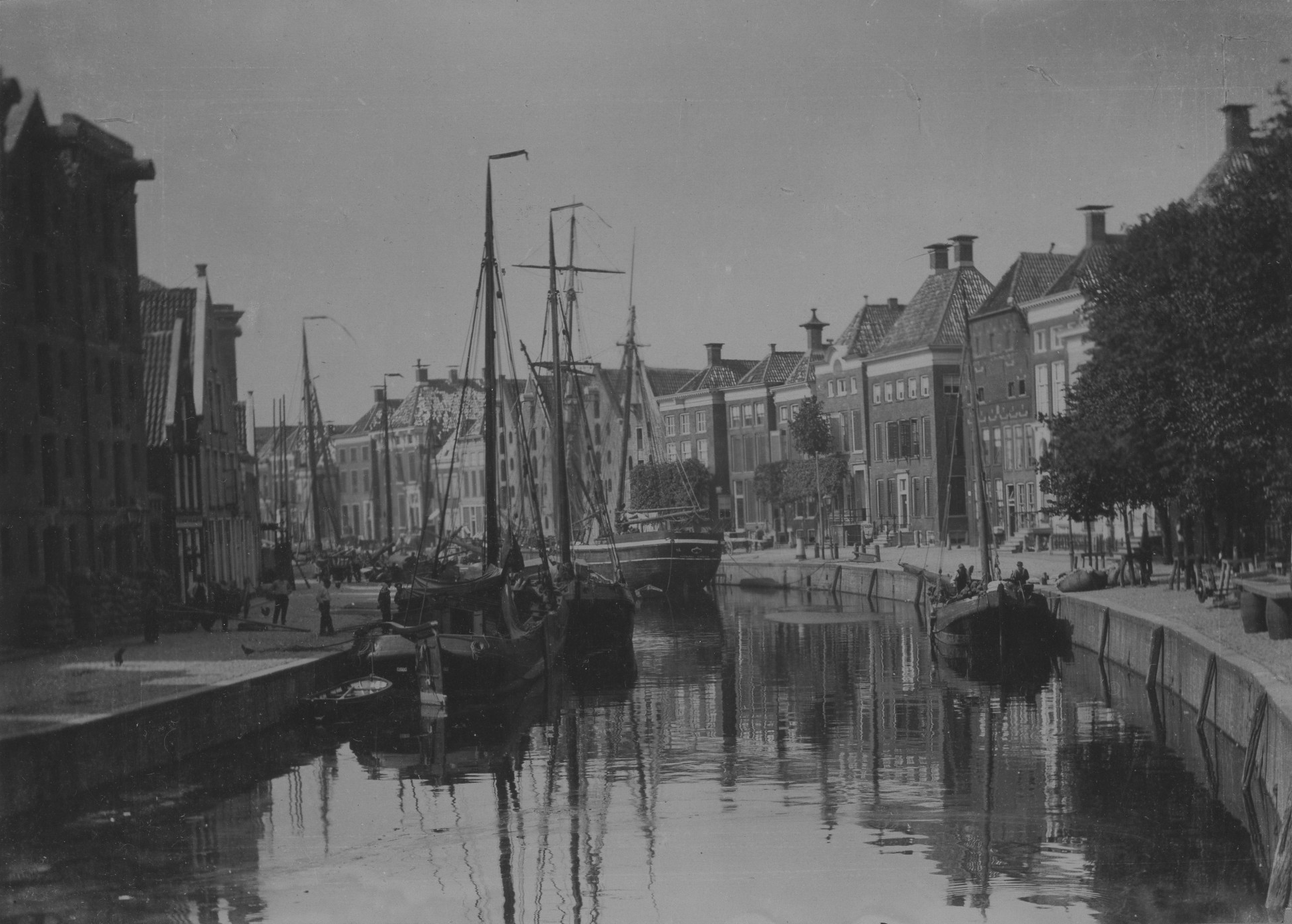
Hoge der A gezien vanaf de A-brug (1900)
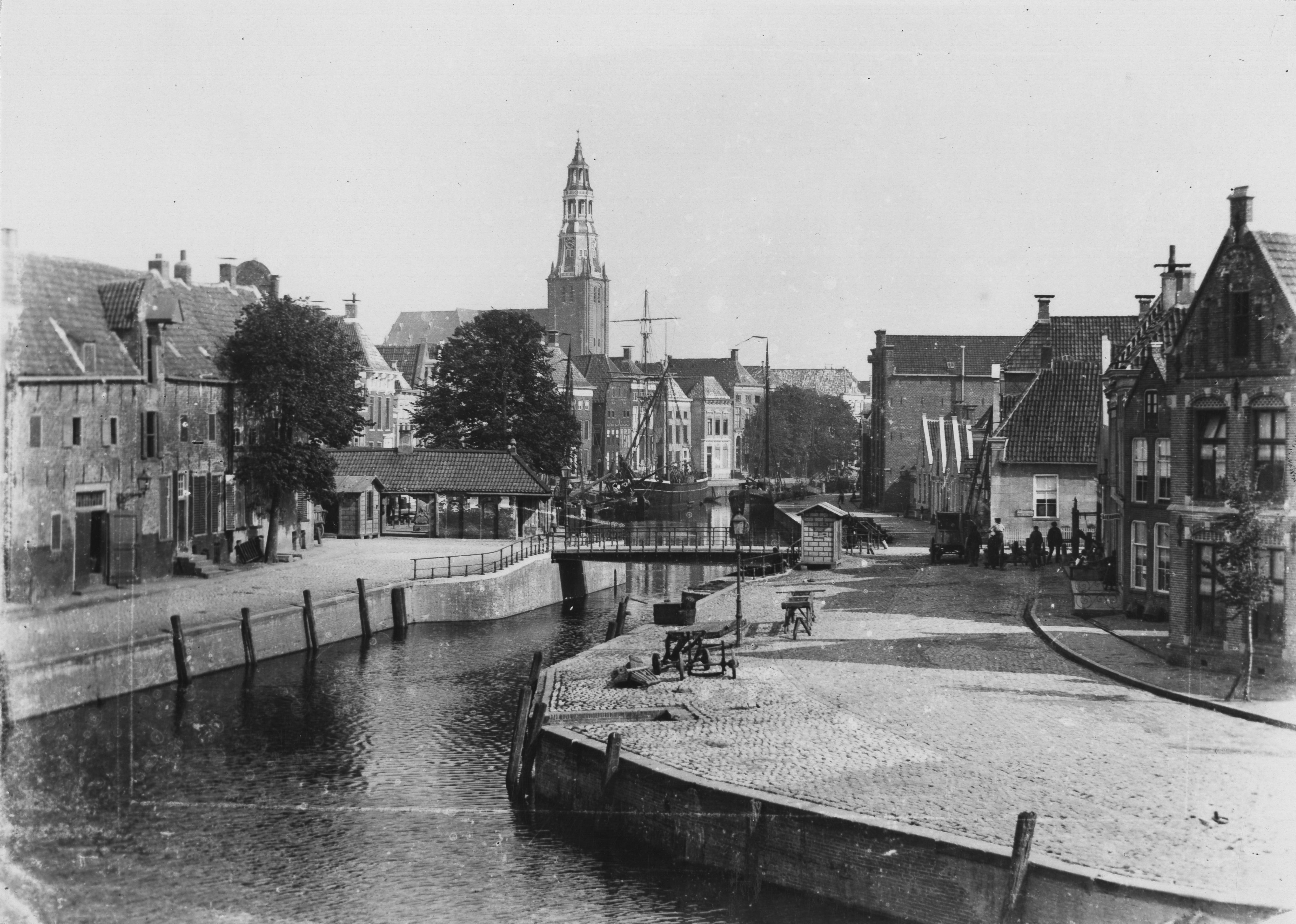
Gezicht over de Noorderhaven en de Vissersbrug naar de Hoge en Lage der A (ca. 1882)
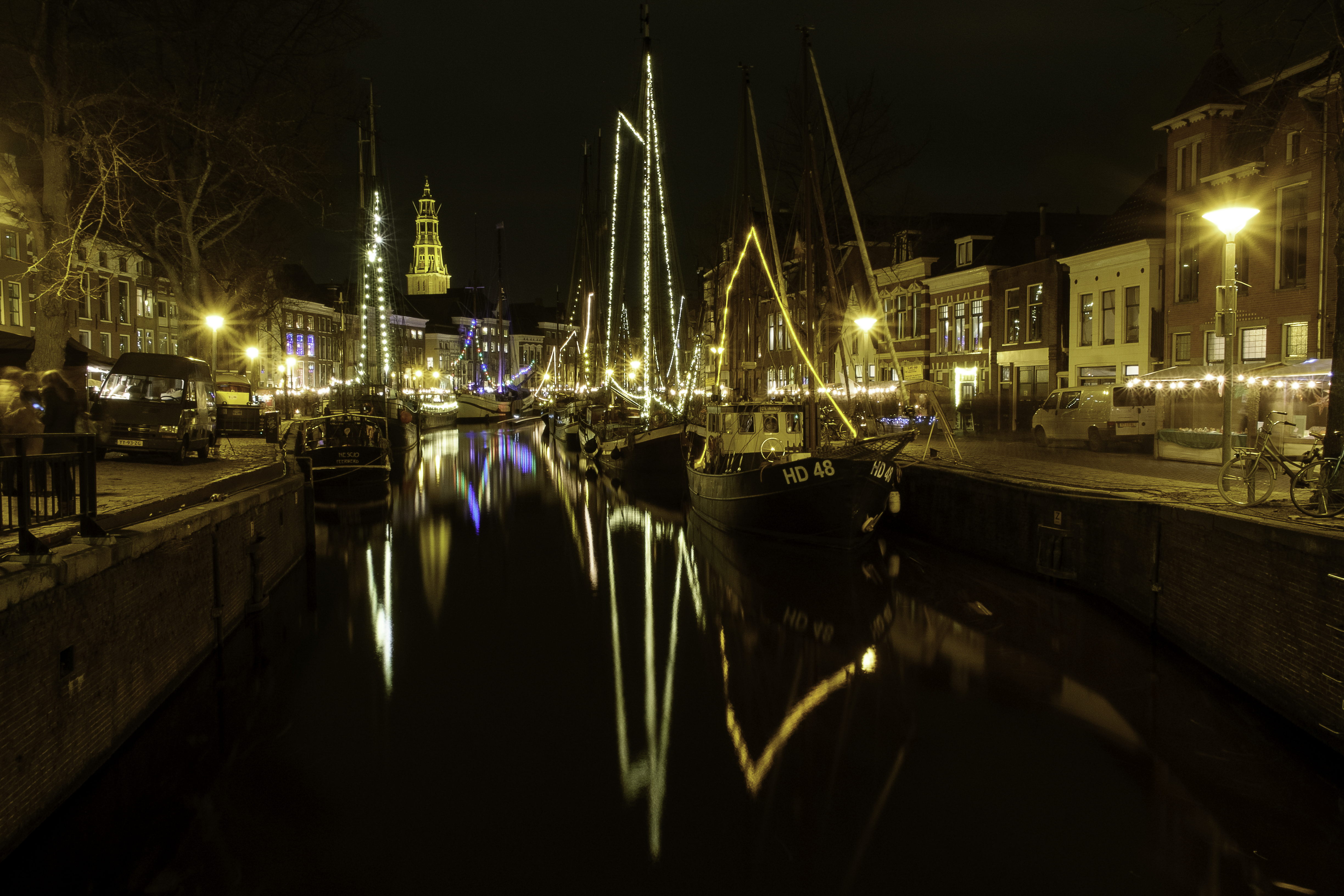
Hoge der A tijdens kerstmanifestatie WinterWelVaart 2015
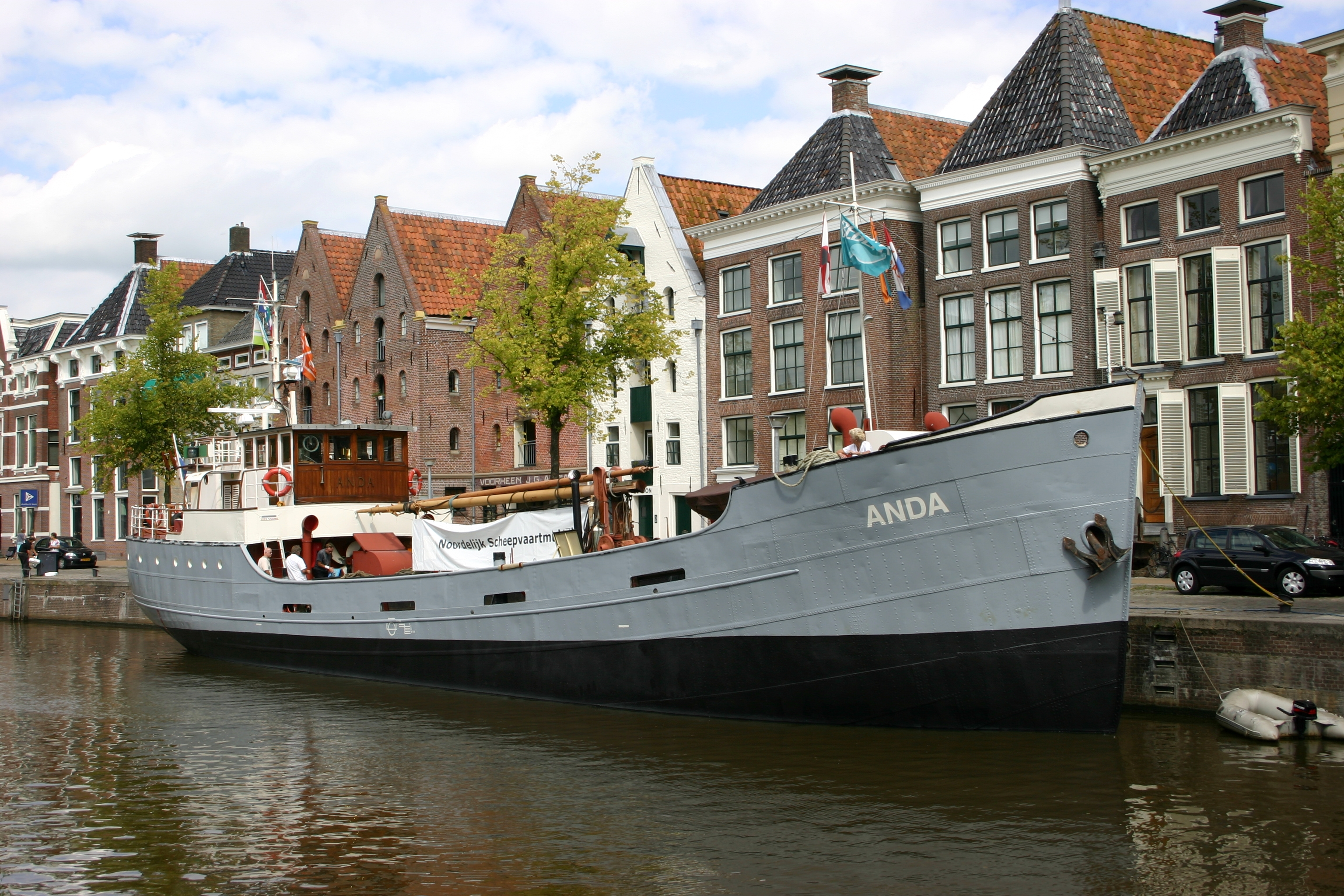
Traditionele kustvaarder Anda gemeerd aan de Hoge der A (2009)

## Rijksmonumenten
Langs dit deel van de A staan 29 rijksmonumenten, 20 aan de hoge kant, 9 aan de lage kant. Ook staan er 14 gemeentelijke monumenten, 5 aan de hoge en 9 aan de lage kant.

### Hoge der A
| Object                                      | Bouwjaar                         | Architect    | Monument  | Afbeelding |
| ------------------------------------------- | -------------------------------- | ------------ | --------- | ---------- |
| Hoge der A 1/ Brugstraat 31                 | 1905                             | Ybele Jelsma | RM 485452 |            |
| Brugwachtershuisje Abrug t.o. Hoge der A 1a | ca. 1925                         | S.J. Bouma   | GM 102364 |            |
| Pakhuis Libau Hoge der A 5                  | late 13e eeuw                    |              | RM 18513  |            |
| Pakhuis Eem Hoge der A 6                    | ca. 1330                         |              | RM 18514  |            |
| De drie Vlasblommen Hoge der A 7            | 15e eeuw                         |              | RM 18515  |            |
| Hoge der A 8                                |                                  |              | RM 18516  |            |
| Hoge der A 9                                | late 16e of vroege 17e eeuw      |              | RM 18517  |            |
| Hoge der A 12                               | middeleeuwen                     |              | RM 18518  |            |
| Hoge der A 13                               |                                  |              | RM 18519  |            |
| Hoge der A 14                               |                                  |              | RM 18520  |            |
| Batavia Hoge der A 16                       |                                  |              | RM 18521  |            |
| Hoge der A 17                               | 13e/14e eeuw                     |              | RM 18522  |            |
| Hoge der A 18                               | late 13e/vroege 14e eeuw         |              | RM 18523  |            |
| Hoge der A 19                               |                                  |              | RM 18524  |            |
| Hoge der A 20                               | 18e/19e eeuw                     |              | RM 18525  |            |
| Pakhuis London Hoge der A 21                | 15e eeuw                         |              | RM 18526  |            |
| Pakhuis v/h Adriani Hoge der A 22           | middeleeuwen                     |              | RM 18527  |            |
| Dubbel pakhuis Hoge der A 23                | middeleeuwen                     |              | RM 18528  |            |
| Hoge der A 26                               |                                  |              | RM 18529  |            |
| Hoge der A 29                               | waarsch. 17e eeuw                |              | GM 102377 |            |
| Hoge der A 30                               | waarsch. 17e eeuw                |              | GM 102398 |            |
| Urinoir t.o. Hoge der A 31                  | ca. 1925                         | S.J. Bouma   | GM 102379 |            |
| Hoge der A 33-33a                           | mog. 15e eeuw                    |              | GM 102380 |            |
| Hoge der A 35                               | 1874                             |              | RM 18530  |            |
| Hoge der A 37                               | late 16e eeuw of vroege 17e eeuw |              | RM 18531  |            |

### Lage der A
| Adres                                  | Bouwjaar  | Beschrijving                                            | Monument  | Afbeelding |
| -------------------------------------- | --------- | ------------------------------------------------------- | --------- | ---------- |
| Lage der A 2-2/11                      | 1923      | Vm. pakhuis Waterborg ontworpen door Kazemier & Tonkens | GM 102496 |            |
| Lage der A 5-7/1                       | 1876      | Vm. pakhuiscomplex Friesland / De Vooruitgang           | GM 102488 |            |
| Lage der A 8                           |           |                                                         | RM 18540  |            |
| Lage der A 9-10b                       | 1933      | H.B. Bulder                                             | RM 485817 |            |
| Lage der A 12                          | 1885      |                                                         | RM 485842 |            |
| Lage der A hoek Dwartstraat            | 1875      | Hoekpand met verdieping onder schilddak                 | RM 18450  |            |
| Lage der A 14                          | 1850-1875 |                                                         | RM 18541  |            |
| Lage der A 17                          |           |                                                         | RM 18539  |            |
| Lage der A 18                          |           |                                                         | RM 18542  |            |
| Lage der A 21                          | 1875      |                                                         | RM 485811 |            |
| Lage der A 24                          |           |                                                         | RM 18543  |            |
| Lage der A 25/1                        | ca. 1880  |                                                         | GM 102491 |            |
| Lage der A 29                          |           |                                                         | GM 103695 |            |
| Lage der A 32                          | 1575-1600 |                                                         | GM 102506 |            |
| Lage der A 33 Verlengde Visserstraat 2 | 1896      |                                                         | GM 102493 |            |
| Lage der A 35                          | 1600-1650 |                                                         | GM 102494 |            |
| Lage der A 36                          |           |                                                         | GM 102507 |            |
| Lage der A 38                          |           |                                                         | GM 102508 |            |

Achter de Muur · 
Akerkhof · 
Akerkstraat · 
Broerstraat · 
Brugstraat ·
Bruine Ruiterstraat ·
Burchtstraat · 
Butjesstraat ·
Carolieweg ·
Coehoornsingel · 
Donkersgang · 
Driften · 
Emmaplein · 
Folkingestraat · 
Folkingedwarsstraat ·
Ganzevoortsingel · 
Gasthuisstraatje ·
Gedempte Kattendiep ·
Gedempte Zuiderdiep ·
Gelkingestraat ·
Grote Kromme Elleboog ·
Grote Markt ·
Guldenstraat ·
Guyotplein ·
Haddingestraat ·
Haddingedwarsstraat ·
Hardewikerstraat ·
Hereplein · 
Herebinnensingel ·
Heresingel ·
Herestraat ·
Hoekstraat ·
Hofstraat ·
Hoge der A ·
Hoogstraatje ·
Jacobijnerstraat ·
Kleine der A ·
Kattenhage ·
Kleine Kromme Elleboog ·
't Klooster ·
Kostersgang ·
Koude Gat ·
Kreupelstraat ·
Kwinkenplein ·
De Laan ·
Lage der A ·
Lopende Diep ·
Lutkenieuwstraat ·
Marktstraat ·
Martinikerkhof ·
Munnekeholm ·
Muurstraat ·
Naberstraat ·
Nieuwe Boteringestraat ·
Nieuwe Ebbingestraat ·
Nieuwe Kerkhof ·
Nieuwe Kijk in 't Jatstraat ·
Nieuwe Markt ·
Nieuwstad ·
Noorderhaven ·
Oosterstraat ·
Ossenmarkt ·
Oude Boteringestraat ·
Oude Ebbingestraat ·
Oude Kijk in 't Jatstraat ·
Papengang ·
Pausgang · 
Pelsterstraat ·
Peperstraat ·
Poelestraat ·
Praediniussingel ·
Rademarkt ·
Radesingel ·
Reitemakersrijge ·
Rode Weeshuisstraat ·
Schoolstraat · 
Schoolholm · 
Schuitemakersstraat ·
Schuitendiep · 
Sieboldsgang · 
Singelstraat · 
Sint Jansstraat ·
Sint Walburgstraat ·
Spilsluizen ·
Stationsstraat ·
Steentilstraat ·
Stoeldraaierstraat · 
Torenstraat · 
Turfstraat ·
Turfsingel ·
Turftorenstraat ·
Ubbo Emmiussingel ·
Vismarkt ·
Visserstraat ·
Waagstraat ·
Zoutstraat ·
Zwanestraat